# 鴨巣一里塚

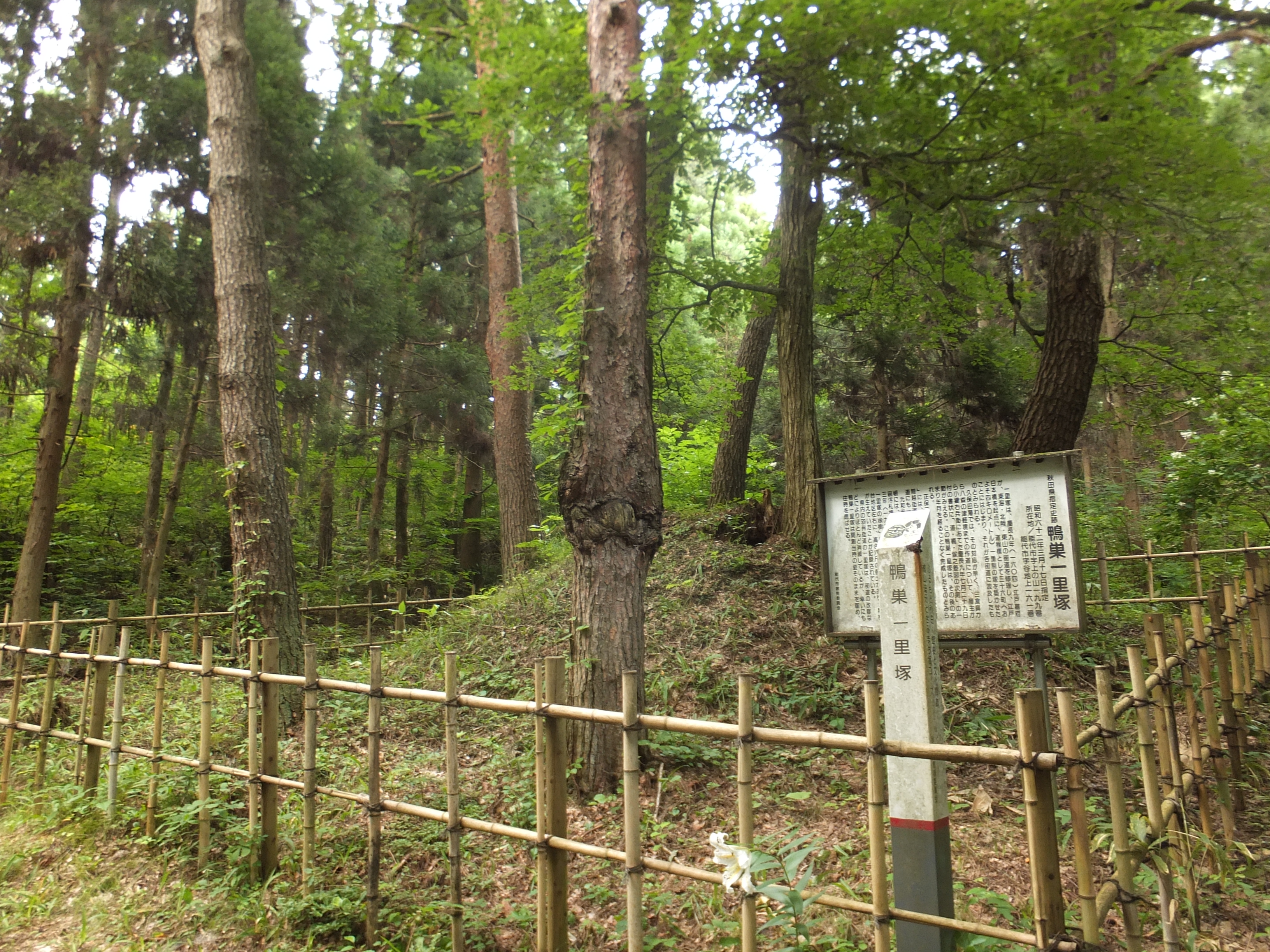
鴨巣一里塚

鴨巣一里塚（かもすいちりづか）は、慶長9年（1604年）に久保田藩が江戸幕府の命令を受けて築造した羽州街道の一里塚である。秋田県能代市字上の山、字谷地上に所在する。

## 位置および概略
正保4年（1647年）の絵図『出羽一国御絵図』には鶴形村のすぐ南に記されている。羽州街道の一里塚としては、秋田県内では南から数えて47番目の塚である。
1987年（昭和62年）3月17日には、羽州街道に現存する秋田県北部の代表的な一里塚として資料価値が高いとして秋田県指定史跡となっている。

### 所在地
- 能代市字上の山199【位置】座標: 北緯40度11分43.1秒 東経140度7分0.9秒、能代市字谷地上161【位置】[2]